# Елисеев, Александр Васильевич
Алекса́ндр Васи́льевич Елисе́ев (1 [13] августа 1859, Свеаборг, Нюландская губерния — 22 мая [3 июня] 1895, Санкт-Петербург) — русский врач, путешественник, писатель.

## Биография
Родился в 1858 году в Свеаборге, Великое княжество Финляндское в семье армейского офицера.
Сначала учился на естественном отделении физико-математического факультета Петербургского университета. Но затем перешёл в Петербургскую военно-медицинскую академию, которую окончил в 1882 году.
Служил военным врачом в Туркестане, Прибалтике и княжестве Финляндском.
В 1887 году, выйдя в отставку, был причислен «для особых поручений» к Министерству внутренних дел Российской империи, одновременно состоял врачом при Главном военно-медицинском управлении.
Свои первые путешествия он совершил по северной и северо-западной части Европейской России, по Швеции, Норвегии и Финляндии. В 1881—1882 годах он посетил Египет, Палестину и Сирию. В 1884 году отправился в Палестину, а оттуда через Грецию и Сицилию проехал в Ливию, Тунис, Алжир и Сахару. В 1886 году посетил Малую Азию, где по поручению Палестинского общества исследовал Святую Землю.
В 1890 году он помогал в борьбе с эпидемией холеры в Персии. В 1893 году в Судане, занятом в то время махдистами, караван Елисеева был ограблен, а он сам еле спасся от смерти. 
С 1878 года Елисеев публиковал описания своих путешествий в периодических изданиях. Его многочисленные работы содержат ценные сведения по вопросам географии, этнографии, археологии, медицины.
В 1894 году предложил богатому херсонскому помещику Н. С. Леонтьеву организовать экспедицию в Эфиопию. Это стало его последней экспедицией. В мае 1895 года уже больной он сделал доклад о ней на заседании ИРГО.
Был похоронен на Смоленском кладбище, могила утрачена.
В честь А. В. Елисеева назван мыс Елисеева (Карское море, Обская губа); название присвоено в 1895 году А. И. Вилькицким.

## Сочинения

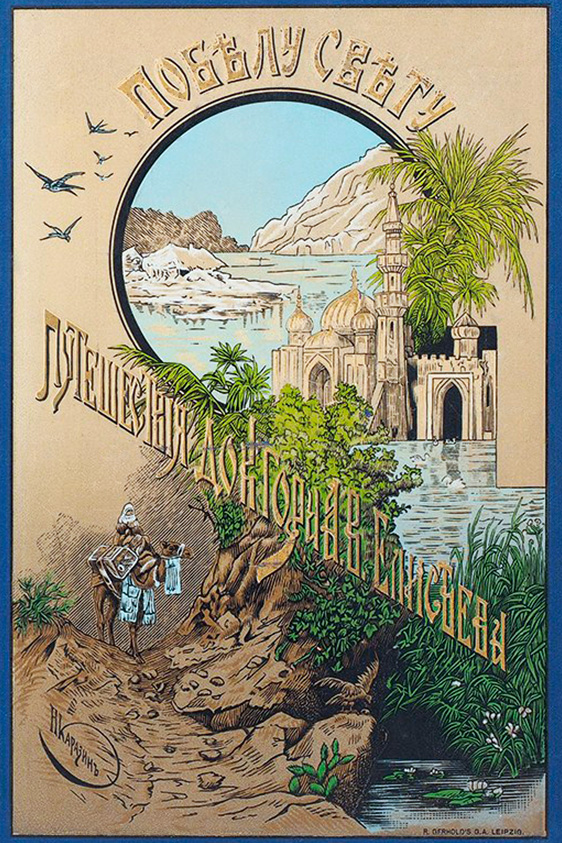
Иллюстрация Николая Каразина для книги Елисеева А.В. «По белу свету».

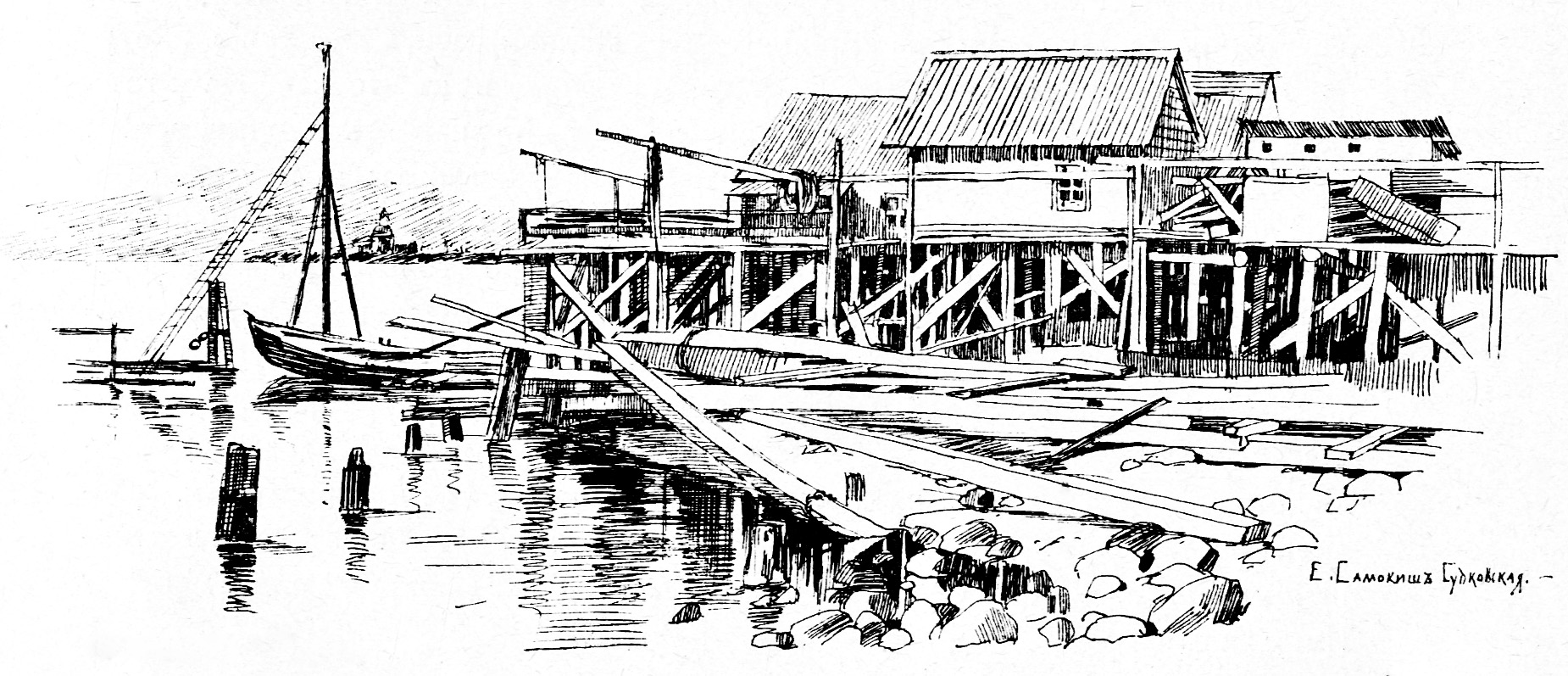
Рисунок Елены Самокиш Судковской для книги «По белу свету». Пристань в Сердоболе, конец XIX в.

- По белу свету. Очерки и картины из путешествий по трём частям Старого света. — 2-е изд. — Т. 1—4. — СПб., 1901—1904.